# Franz Schöbel
Franz Schöbel (né le 6 avril 1956 à Weilheim) est un ancien fondeur allemand.
Il participe à deux éditions des Jeux olympiques en 1980 à Lake Placid où il dispute le cinquante kilomètres, et en 1984 à Sarajevo où il dispute le quinze kilomètres, le cinquante et le relais quatre fois dix kilomètres.